# 敦賀丸
敦賀丸（つるがまる）は日本郵船の貨物船。T型貨物船（T型船）と呼ばれるものの一隻。

## 船歴
三菱合資会社長崎造船所で建造され。1915年（大正4年）4月28日に起工。1916年（大正5年）3月8日に進水し、同年6月15日、または同年6月13日竣工。
竣工した「敦賀丸」はニューヨーク線、ハンブルク線、リバプール線などに配された。第一次世界大戦中には、地中海派遣艦隊への物資や兵員の輸送のため開設されたポートサイド航路に配されている。
1937年（昭和12年）8月25日、「敦賀丸」は陸軍に徴用されるが、1938年（昭和13年）3月30日に一旦解傭。解傭後はハンブルク線に配された1940年（昭和15年）6月10日、第二次世界大戦にイタリアが参戦したことに伴い、日本郵船は近東伊太利線の休航を決定。「敦賀丸」は同航路の最終船として同年6月20日に横浜を出港し、8月9日にアデンに到着。翌10日にアデンを出港し、10月1日に横浜に到着した。
1941年（昭和16年）7月21日、「敦賀丸」は陸軍に再度徴傭される。1942年（昭和17年）1月、タラカン攻略に参加。攻略部隊は1月7日にダバオを出撃し、10日から11日にかけて上陸が行われた。続いてバリクパパン攻略に向かう。攻略部隊は1月21日にタラカンを出撃し、23日に船団はバリクパパンの泊地に入った。この時「敦賀丸」には坂口支隊の野砲兵大隊本部、野砲一中隊、高射砲大隊本部、同第二中隊主力、衛生隊主力などが乗船していた。1月24日0時35分、0時40分、もしくは0時45分頃、「敦賀丸」は被雷した。これはオランダ潜水艦「K XVIII」の雷撃によるものであった。「敦賀丸」は同日6時ごろに沈没した。戦死者数について、『蘭印・ベンガル湾方面海軍進攻作戦』には「敦賀丸」と「呉竹丸」（辰馬汽船、5,091トン）の合計で約30名、『蘭印攻略作戦』には「敦賀丸」と「呉竹丸」が沈んだが、それによる坂口支隊の戦死者は39名であった、とある。「敦賀丸」乗組員の戦死者は1名であった。この後、バリクパパン攻略部隊はアメリカ海軍のクレムソン級駆逐艦4隻の襲撃を受けて輸送船3隻を撃沈されてしまう（バリクパパン沖海戦）。